# Ayman Hussein
Ayman Hussein Ghadhban Al-Mafraje (arab. أيمن حسين; ur. 22 marca 1996 w Kirkuku) – iracki piłkarz grający na pozycji napastnika. Od 2018 jest zawodnikiem klubu CS Sfaxien.

## Kariera piłkarska
Swoją karierę piłkarską Hussein rozpoczął w klubie Tuz FC, w którym w 2011 roku zadebiutował w pierwszej lidze irackiej. W sezonie 2012/2013 grał w Ghaz Al-Shamal, a w latach 2013-2014 - w Duhok FC. W latach 2015–2017 był zawodnikiem Al-Naft SC. W sezonie 2016/2017 wywalczył z nim wicemistrzostwo Iraku. Jesienią 2017 grał w Al-Shorta Bagdad, a wiosną 2018 w Al-Naft SC. Latem 2018 przeszedł do tunezyjskiego CS Sfaxien.

## Kariera reprezentacyjna
W reprezentacji Iraku Hussein zadebiutował 26 sierpnia 2015 w wygranym 3:2 towarzyskim meczu z Libanem. W 2019 roku został powołany do kadry na Puchar Azji 2019.